# Carduus

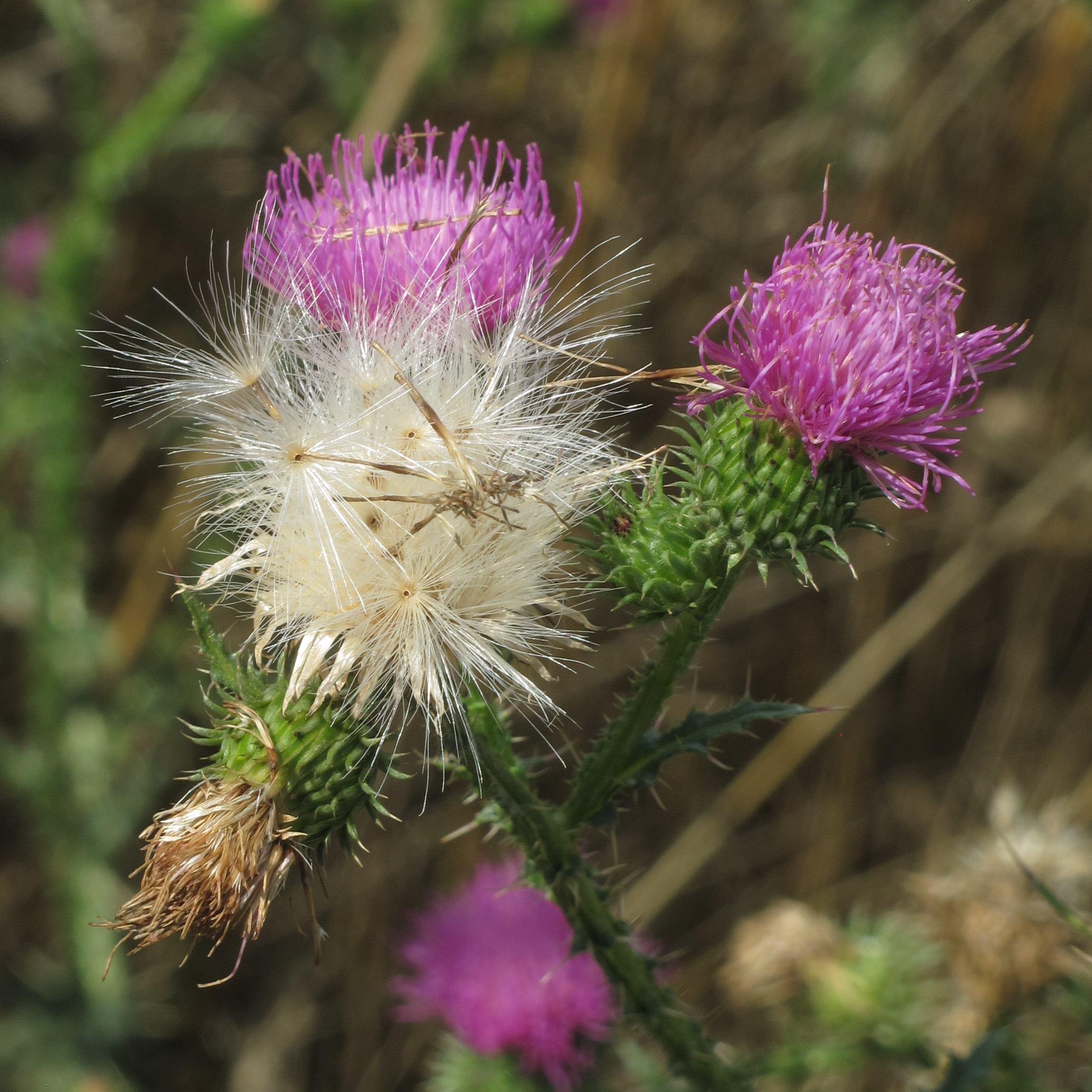
Carduus acanthoides

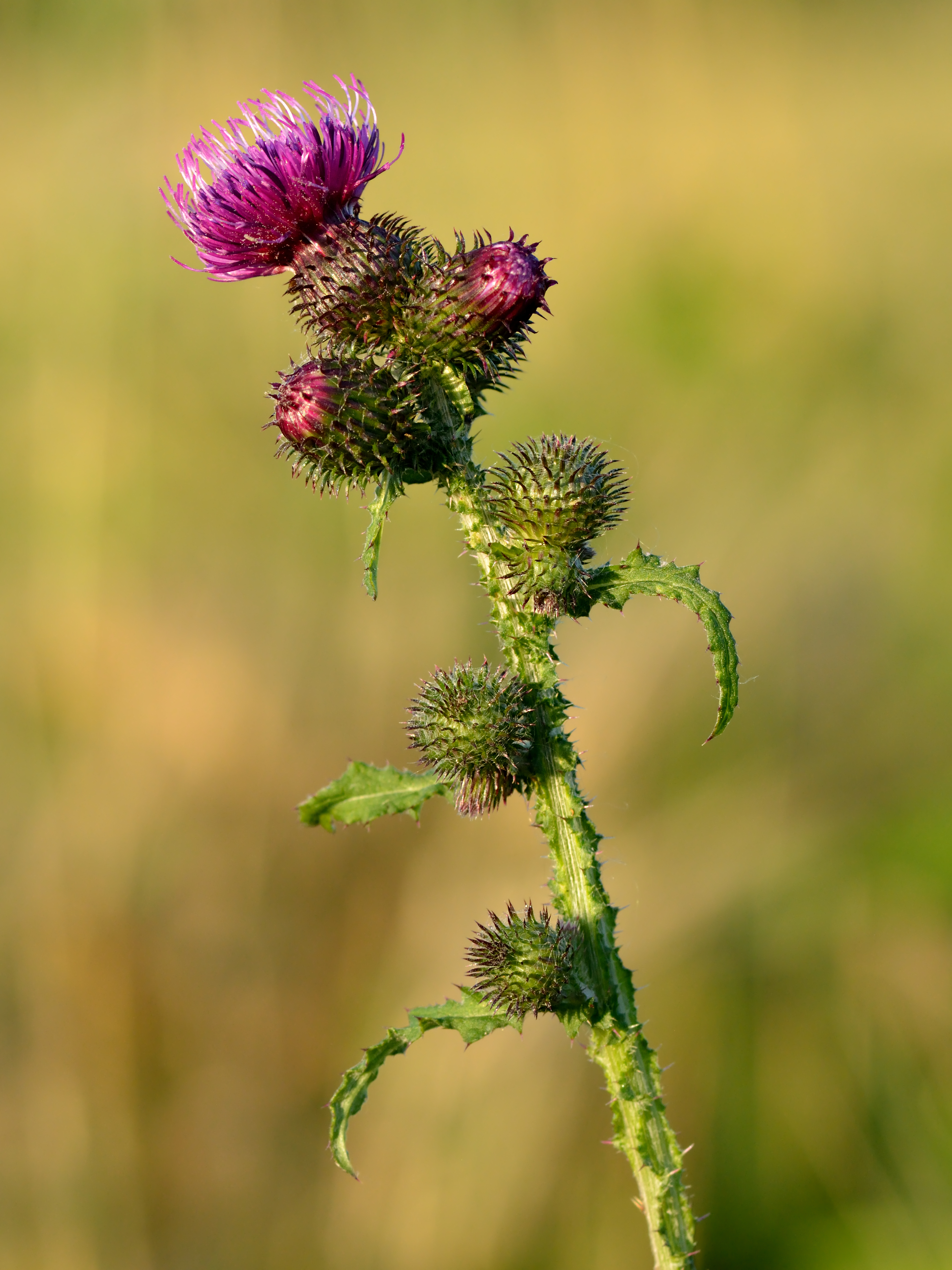
Cardo de burro (Carduus crispus)

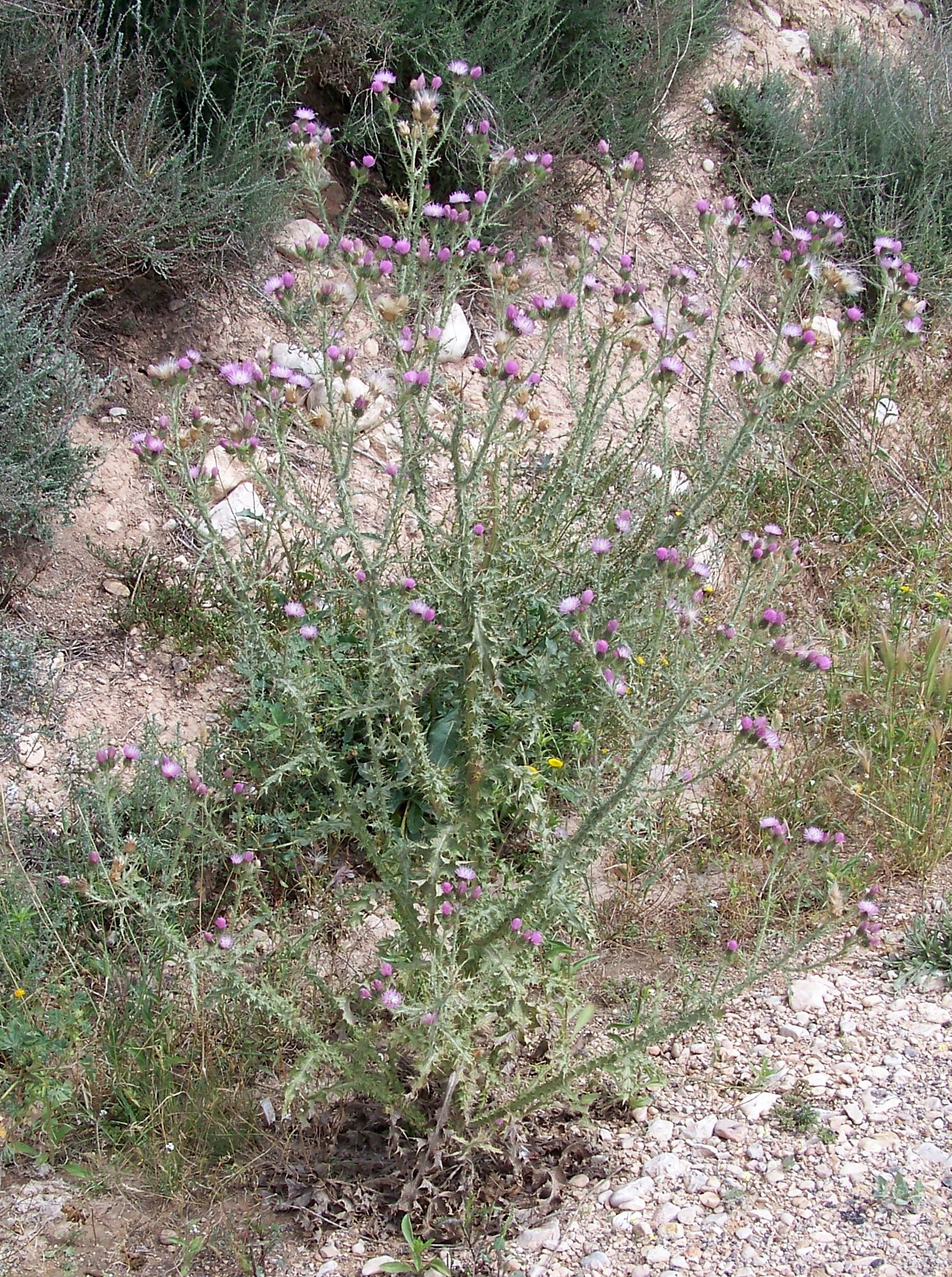
Aspecto general de un Carduus ramificado de la Sección Homalotepidoti (Carduus bourgeanus).

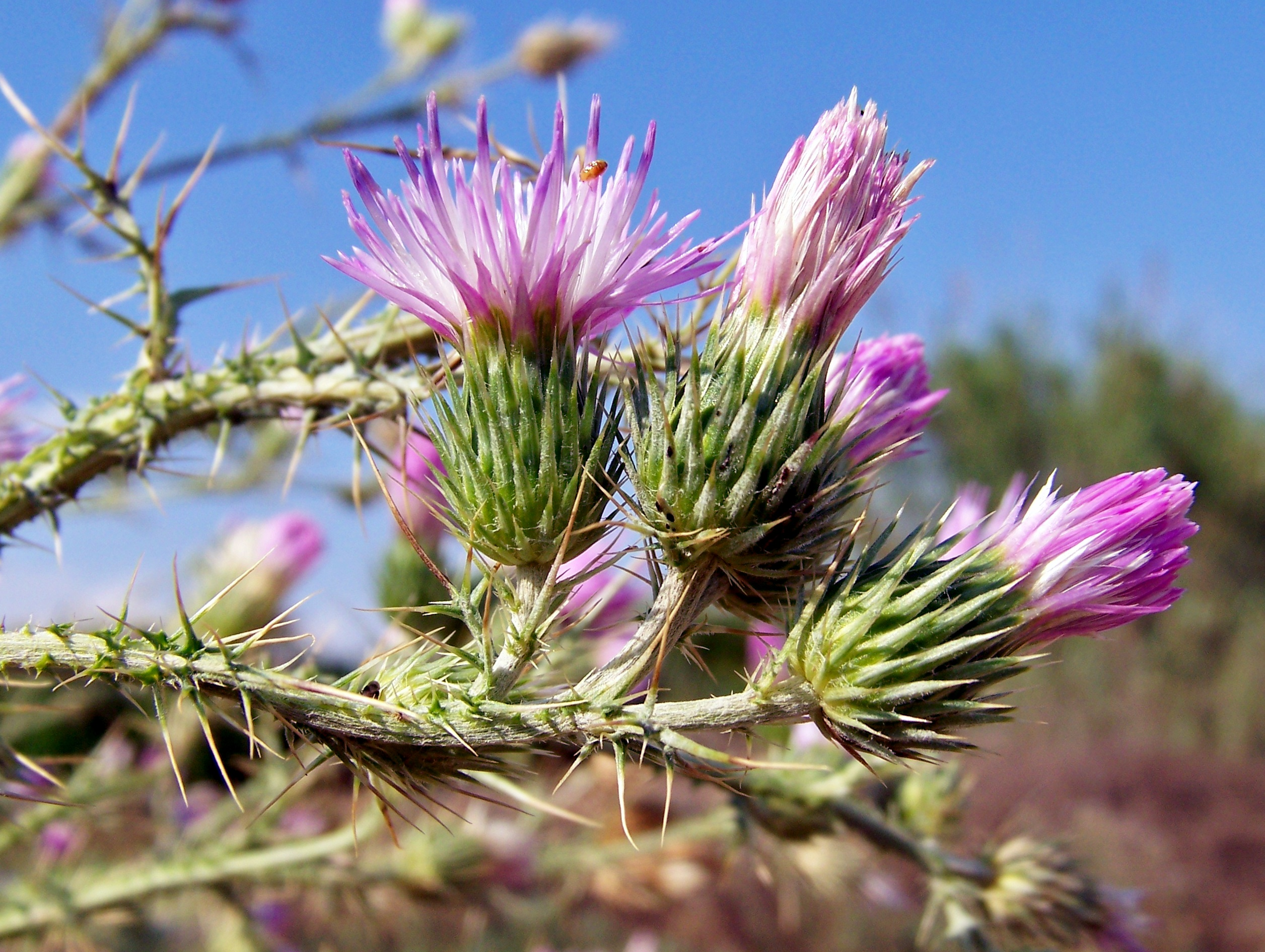
Capítulos en un Carduus de la Sección Homalotepidoti (Carduus bourgeanus).

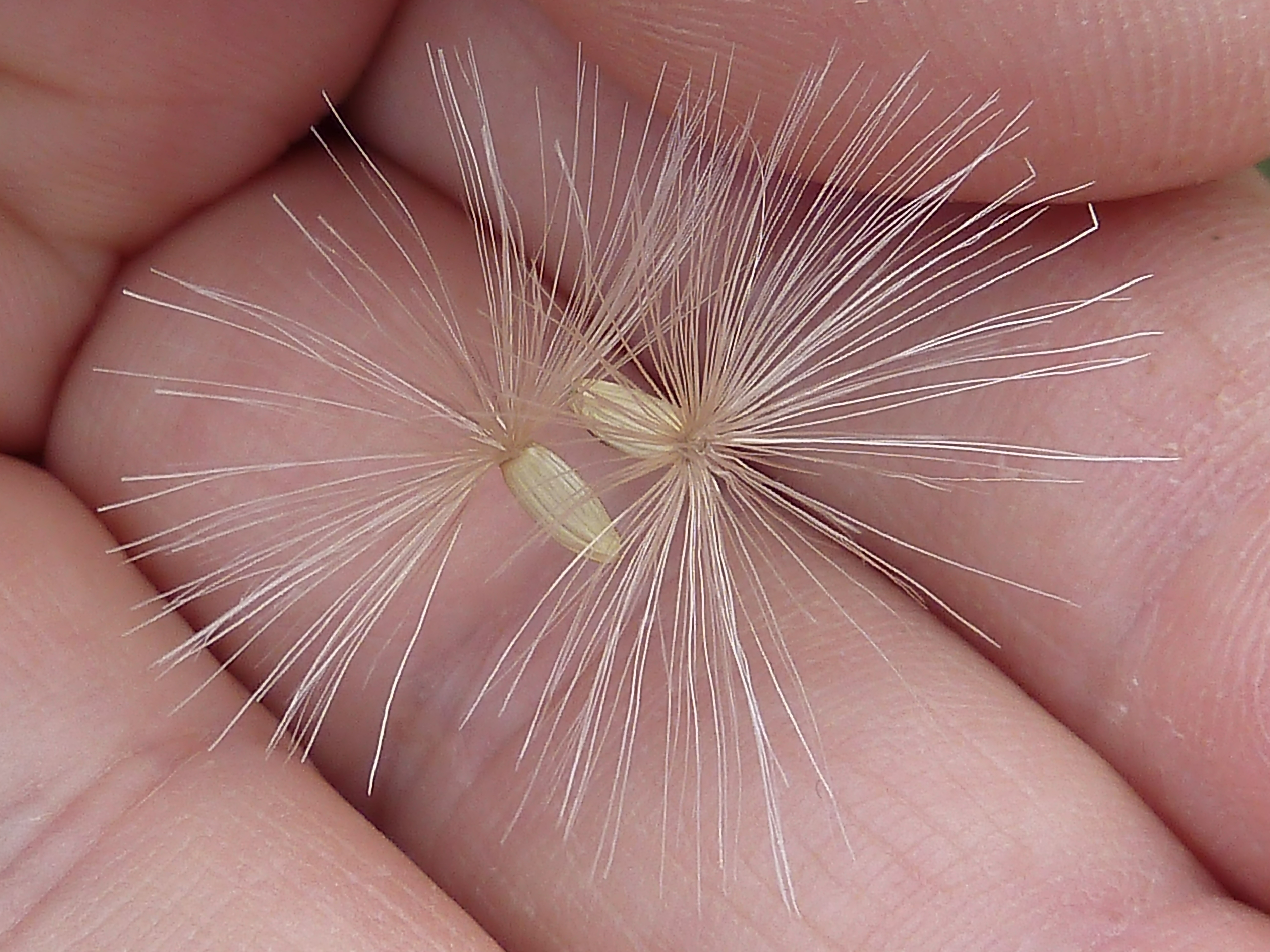
Ejemplo de cipselas sueltas de un Carduus de la Sección Homalotepidoti (Carduus pycnocephalus).

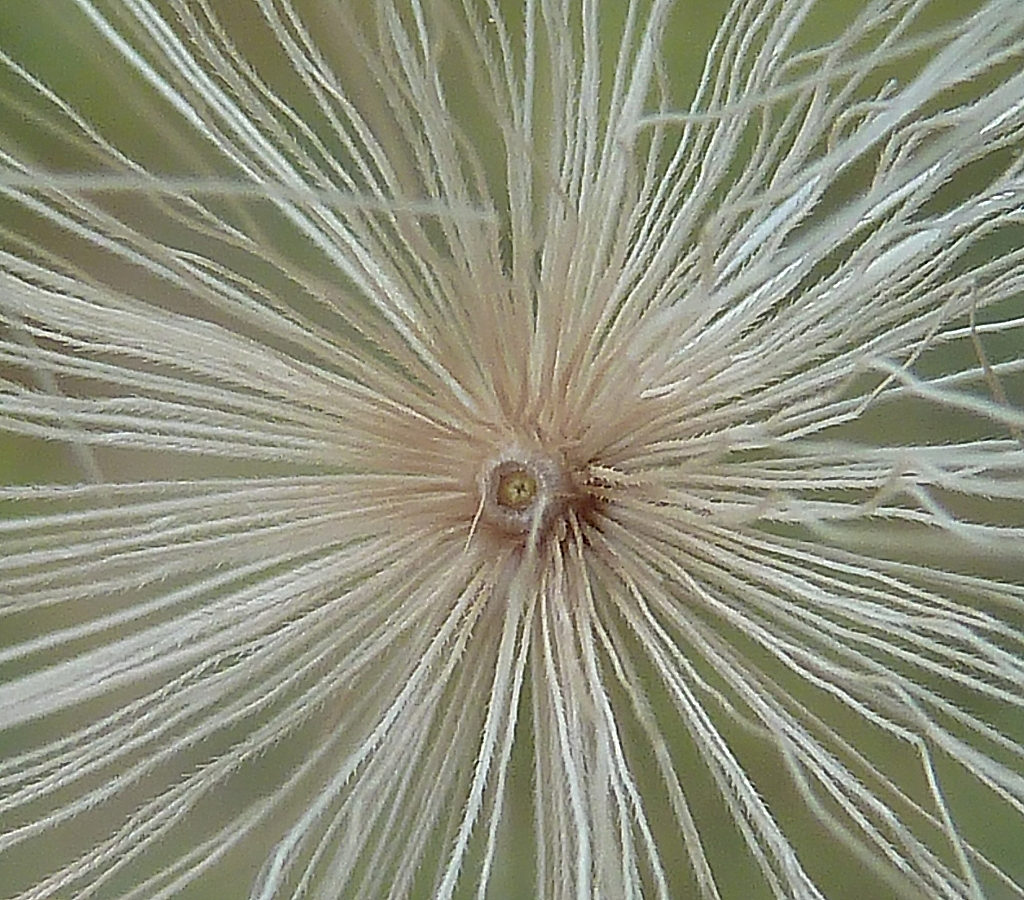
Vista cenital del vilano de un Carduus de la Sección Homalotepidoti (Carduus pycnocephalus), donde se aprecian las cerdas finamente denticuladas no plumosas que son una de las características del género.

Carduus, es un género de planta herbácea de las que comúnmente se llaman cardo   —vocablo que se aplica a numerosas plantas espinosas—   perteneciente a la Familia Asteraceae. Comprende unos 1250 taxones —entre específicos y infraespecíficos— descritos, pero de estos solo 130 especies (incluyendo los híbridos) y 60 subespecies/variedades son actualmente aceptadas, mientras unos 150 quedan todavía sin resolver taxonómicamente.

## Descripción
Son plantas herbáceas anuales, bienales o perennes de 30 cm hasta 2 m de altura (incluso 4m). La raíz es usualmente axonomorfa, pero puede también ser rizomatosa en unas especies. Son generalmente tomentosas, pero a veces glabras. Los tallos son erectos, simples o ramificados y casi siempre espinoso-alados. Las hojas, basales y caulinares son sentadas y más o menos ampliamente decurrentes en alas continuas o discontinuas (prolongación de los márgenes del limbo foliar a lo largo del tallo), pinnatisectas con márgenes dentado/espinosos y son tomentosas o glabras. Los capítulos, persistentes o caedizos tras la fructificación, son solitarios u organizados en inflorescencias corimbiformes o en grupos sésiles o pedunculados. El involucro es de forma cilíndrica a esférica, con numerosas brácteas en 7-10 filas, de forma linear o bien dilatada, de bases adpresas, bordes enteros o denticulados/ escabrosos y ápice espinoso, excepto la más internas que pueden ser inermes y vivamente coloreadas. El receptáculo es plano o algo convexo, alveolado, con páleas pelosas. Los flósculos, pentámeros y hermafroditos, van de pocos a muchos; son de color blanco a púrpura, con tubos largos y finos y corola de simetría subactinomorfa. El androceo tiene 5 estambres de filamentos libres, pelosos, implantados en la base de la corola. El gineceo tiene su estilo con superficies estigmales limitadas a las caras internas de las 2 ramas apicales yuxtapuestas —algo divergentes a maduración— y delimitadas en su base por un anillo de pelos colectores de polen; dicho estilo está rodeado en su base por un nectario en forma de umbo que persistirá en el fruto. Dichos frutos son cipselas ovoides, algo comprimidas, glabras, ocasionalmente viscosas, con placa apical de borde entero y el aludido nectario central persistente rodeado de un vilano, caedizo en bloque, formado por 1-3 filas de pelos blancos muy finamente escabridos/denticulados soldados en un anillo basal.

## Distribución
El género es nativo de Europa, Asia y África; ha sido introducido en Australia y las Américas, donde ciertas especies se han propagado hasta convertirse en maleza invasora nociva e incontrolable.

## Ecología
Las especies de Carduus son el alimento de las larvas de algunas especies de Lepidoptera, incluyendo a Coleophora therinella.

## Taxonomía
El género fue establecido por Sébastien Vaillant en Histoire de l'Academie Royale des Sciences. Avec les Mémoires de Mathematique & de Physique, p. 153-154, 1718 y validado 35 años más tarde por Carlos Linneo y publicado en Species Plantarum, vol. 2, p. 820, 1753 , incluyendo los géneros Polyacantha, Silybum y Eriocephalus del autor francés ; su diagnosis se amplió y precisó en Genera Plantarum, n.º 832, p. 358, 1754. La especie tipo es Carddus nutans.
Etimología
- Carduus: nombre genérico derivado del latín cardŭus, -i, «cardo» en el más amplio de sus sentidos, o sea no solo el género Carduus pero también unas cuantas plantas espinosas de diversas familias (Asteraceae, Dipsacaceae, Umbelliferae...).[4] Parece que el vocablo no tiene origen indoeuropeo, pero más bien de un latín provincial de África del actual Túnez -entonces Cartago- donde se empleaba la palabra cerda, c(h)erda (atestada en un Pseudo Dioscórides como χέρδαν) para designar el Cardo corredor; dicho vocablo tendría un origen bereber o púnico desde una raíz «qrd» con la idea de «pinchar, picar» y evolucionaría hasta un cardus y carduus al mismo tiempo que se ampliaría su uso a otras plantas espinosas.[11] Plinio el Viejo, en su Naturalis Historia (19, 54, 152, 153), empleo el vocablo cardus para designar las alcachofas y los cardos de comer, refiriéndose en particular a los cultivados en Cartago y Córdoba («...carduos apud Carthaginem Magnam Cordubamque...»),[12] en lugar de cǐnăra, más clásico, reforzando el probable origen provincial aludido.

## Sinónimos
- Clavena DC.
- Clomium Adans.
- Ascalea Hill
- ?Onopyxus Bubani, nom. illeg.[3]

## Subdivisiones intragenéricas (secciones)
Actualmente, y tras la reciente revisión del género, se acepta una subdivisión en 4 secciones:
- Carduus sect. Carduus L., 1753:

Plantas bienales de raíz axonomorfa, indumento sobre todo de pelos unicelulares y capítulos grandes persistentes tras la fructificación (ejemplos: C. nutans, C. platypus, ...).
- Carduus sect. Homalotepidoti W.D.J.Koch, 1837:

Plantas anuales o bienales, de raíz axonomorfa, indumento de pelos esencialmente unicelulares y capítulos pequeños caedizos después de la fructificación (ejemplos: C. pycnocephalus, C. tenuiflorus, ...). 

*Nota: El autor creador de la Sección, W.D.J.Koch, estudiando las especies de Carduus de países de Centroeuropa (Alemania, Suiza, Borussia e Istria) la definió como:«Sect. I. ... Involucri foliola adpressa vel recurva, sed non refracta», para las 14 especies descritas dentro de esta Sección. En realidad, el término Homalotepidoti, curiosamente hoy conservado, es debido a un evidente error tipográfico (no señalado en los «Addenda et corrigenda» y «Erroers (sic) typographici»), pues tendría que ser Homalolepidoti, del griego όμαλός, plano, y λεπίς, escama, por las brácteas involucrales no recurvadas; en efecto, tepidoti deriva del latín těpǐdus, templado, y su uso aquí no tendría el menor sentido. Además, su otra Sección dentro del género Carduus, la llamó Clastolepidoti, de κλαστος, roto, por las brácteas involucrales que, a la inversa de la Sección anterior, las tiene plegadas y retrorsas «Sect. II. ...cum plica transversa refracta», quedando claro que se refiere a caracteres opuesto de las escamas, o sea de las brácteas involucrales, para definir sus 2 Secciones taxonómicas.
- Carduus sect. Macrocephali (Willk.) Huter, 1906:

Plantas perennes rizomatosas con indumento esencialmente de pelos pluricelulares y capítulos de tamaño mediano persistentes tras fructificar (ejemplos: C. carlinifolius, C. defloratus, ...).
- Carduus sect. Tomentosi Devesa & Talavera, 1981:

Plantas herbáceas perennes de raíz axonomorfa engrosada, indumento sobre todo de pelos unicelulares en un denso tomento blanquecino y capítulos medianos persistentes tras la fructificación (ejemplos: C. carpetanus, C. carlinoides, ...).

## Especiesaceptadas
Algunas especies comunes
- Carduus acanthoides L.
- Carduus carlinoides Gouan
- Carduus carpetanus Boiss. & Reut
- Carduus crispus Huds.
- Carduus nutans L.
- Carduus occidentalis Nutt.
- Carduus pycnocephalus L.

Híbridos
De la multitud inverosímil de híbridos descritos, solo unos cuantos están hoy día aceptados:

- Carduus × abruzzensis Arènes
- Carduus × aragonensis Devesa & Talavera>
- Carduus × cyrneus Schlüssel & Jeanm.
- Carduus × littoralis Borbás
- Carduus × moritzii Brügger
- Carduus × nyaradyanus Degen ex Nyár.
- Carduus × orthocephalus Wallr.
- Carduus × pseudohamulosus Beck
- Carduus × semiperegrinus Aellen
- Carduus × vaillantii Arènes

### Taxones presentes en España
- Carduus acicularis Bertol.
- Carduus asturicus Franco (endemismo ibérico)
- Carduus baeocephalus Webb
  - Carduus baeocephalus subsp.baeocephalus Webb
  - Carduus baeocephalus subsp. microstigma Gaisberg & Wagenitz
- Carduus bourgaei Kazmi
- Carduus bourgeanus Boiss. & Reut. (endemismo ibéro-magrebí) - existe cierta confusión entre otras variantes ortográficas que parecen ser sinónimos entre sí: C. bourgaei Kazmi, C. bourgaeanus Sch. Bip. ex Boiss. y C. bourgeaui Kazmi de la vega baja del Guadalquivir y otros puntos muy aislados de la península e Islas Canarias.[14]
- Carduus carlinoides Gouan
  - Carduus carlinoides subsp. carlinoides Gouan
  - Carduus carlinoides subsp. hispanicus (Kazmi) Franco
- Carduus carpetanus Boiss. & Reut.
- Carduus clavulatus Link
- Carduus crispus L.
  - Carduus crispus subsp. crispus L.
  - Carduus crispus subsp. multiflorus (Gaudin) Franco
- Carduus defloratus L.
  - Carduus defloratus subsp. argemone (Lam.) Ces. in Cattaneo
  - Carduus defloratus subsp. carlinifolius (Lam.) Ces. in Cattaneo
  - Carduus defloratus subsp. defloratus L.
  - Carduus defloratus subsp. medius (Gouan) Bonnier
  - Carduus defloratus subsp. paui (Devesa & Talavera) O.Bolòs & Vigo
- Carduus ibicensis (Devesa & Talavera) Rosselló & N.Torres
- Carduus lusitanicus Rouy
  - Carduus lusitanicus subsp. broteroi (Mariz) Devesa & Talavera
  - Carduus lusitanicus subsp. lusitanicus Rouy	
  - Carduus lusitanicus subsp. santacreui Devesa & Talavera
- Carduus meonanthus Hoffmanns. & Link
  - Carduus meonanthus subsp. meonanthus Hoffmanns. & Link
  - Carduus meonanthus subsp. valentinus (Boiss. & Reut.) Devesa & Talavera
- Carduus myriacanthus DC.
- Carduus nigrescens  Vill.
  - Carduus nigrescens subsp. assoi Willk.
  - Carduus nigrescens subsp. australi (Nyman) Greuter
  - Carduus nigrescens subsp. hispanicus (Franco) O.Bolòs & Vigo
  - Carduus nigrescens subsp. nigrescens Vill.
- Carduus nutans L.
  - Carduus nutans subsp. granatensis (Willk.) O.Bolòs & Vigo
  - Carduus nutans subsp. nutans L.
  - Carduus nutans subsp. platypus (Lange) Greuter
- Carduus pycnocephalus L.
  - Carduus pycnocephalus subsp. pycnocephalus L.
- Carduus rivasgodayanus Devesa & Talavera
- Carduus squarrosus (DC.) Lowe
- Carduus tenuiflorus Curtis
- Carduus volutarioide Reyes-Betancort[14]

## Nombres vernáculos
Hay numerosos nombres vernáculos de especies que hacen referencia directa al «burro», debido a que son  -como todos los «cardos» s.l.-  una comida apreciada de estos mamíferos, sobre todo en zonas esteparias/subdesérticas donde hay poca vegetación «verde».